# پته‌خور
پته‌خور روستایی است که در استان اردبیل، شهرستان نمین، بخش مرکزی، دهستان ویلکیج شمالی قرار دارد.

## جمعیت
بر اساس سرشماری سال ۱۳۸۵ جمعیت این روستا ۴۱۴ نفر با ۸۵ خانوار بوده‌است. مردم این منطقه به زبان تالشی و ترکی آذربایجانی صحبت میکنند